# Dobrava, Ormož
Dobrava este o localitate din comuna Ormož, Slovenia, cu o populație de 130 de locuitori.